# Список губернаторов Канзаса

Штандарт губернатора Канзаса

Ниже представлен список губернаторов штата Канзас (США). По действующему закону, губернатор Канзаса избирается на четырёхлетний срок, который начинается со второго понедельника, следующего за днём выборов. До 1974 года губернатор Канзаса избирался на 2 года. Одновременно с губернатором избирается и вице-губернатор, который является заместителем губернатора и исполняет его обязанности до истечения срока, если по каким-либо причинам место главы штата становится вакантным.
С момента образования Канзаса как штата (29 января 1861 года) пост его губернатора занимали 46 человек, в том числе 33 республиканца, 11 демократов и два популиста.
Рекорды:
- Максимальный срок пребывания на посту: Роберт Докинг[англ.], Джон Уильям Карлин[англ.] и Билл Грейвс — каждый из них провёл на посту по 8 лет и 4 дня, причём Докинг отслужил четыре двухлетних срока, а Карлин и Грейвс — по два четырёхлетних.
- Минимальный срок пребывания на посту: Джон Маккаиш[англ.] провёл на посту 11 дней с 3 по 14 января 1957 года.
- Самый пожилой губернатор: Джоан Финни[англ.] — на момент вступления в должность её было 65 лет, 11 месяцев и 2 дня.
- Самый молодой губернатор: Сэмюэль Джонсон Кроуфорд[англ.] — на момент вступления в должность ему было 29 лет, 8 месяцев и 30 дней.
- Первая женщина: Джоан Финни[англ.] (1991—1995)

## Губернаторытерритории Канзас(1854—1861)
См. также История Канзаса
Область, которая позже стала Канзасом, была частью Территории Луизиана, позднее переименованной в Территорию Миссури (см. Список губернаторов Миссури, период с 1805 до 1821 года), с августа 1821 года и до 30 мая 1854 года — Территория Канзас. Небольшая часть Канзаса ранее входила в Республику Техас (см. Список президентов Республики Техас), а до этого, была частью испанской провинции Санта-Фе-де-Нуэво-Мехико (см Список испанских губернаторов Новой Мексики).
 Демократ: (5)
 Независимый: (1)
| # |                     | Портрет | Губернатор (годы жизни)          | Партия      | Срок полномочий      | Срок полномочий      | Срок полномочий |
| # | Вступил в должность | Портрет | Губернатор (годы жизни)          | Партия      | Покинул должность    | Дни                  |                 |
| - | ------------------- | ------- | -------------------------------- | ----------- | -------------------- | -------------------- | --------------- |
| 1 |                     |         | Эндрю Хоратио Ридер (1807—1864)  | Демократ    | 7 июля 1854 года     | 16 августа 1855 года | 405             |
| 2 |                     |         | Уилсон Шэннон (1802—1877)        | Демократ    | 5 сентября 1855 года | 18 августа 1856 года | 348             |
| 3 |                     |         | Джон Уайт Гири (1819—1873)       | Независимый | 9 сентября 1856 года | 20 марта 1857 года   | 192             |
| 4 |                     |         | Роберт Джон Уокер (1801—1869)    | Демократ    | 27 мая 1857 года     | 15 декабря 1857 года | 202             |
| 5 |                     |         | Джеймс Уильям Денвер (1817—1892) | Демократ    | Декабрь 1857         | Ноябрь 1858          | —               |
| 6 |                     |         | Сэмюэль Медари (1801—1864)       | Демократ    | Декабрь 1858         | Декабрь 1860         | —               |

## Губернаторы штата Канзас (1861 — настоящее время)
Республиканец: (34)
 Демократ: (11)
 Популист: (2)
| #  |                     | Портрет | Губернатор (годы жизни)              | Партия        | Срок полномочий     | Срок полномочий     | Срок полномочий | Вице-губернатор                                      |
| #  | Вступил в должность | Портрет | Губернатор (годы жизни)              | Партия        | Покинул должность   | Дни                 |                 | Вице-губернатор                                      |
| -- | ------------------- | ------- | ------------------------------------ | ------------- | ------------------- | ------------------- | --------------- | ---------------------------------------------------- |
| 1  |                     |         | Чарльз Лоуренс Робинсон (1818—1894)  | Республиканец | 9 февраля 1861 года | 12 января 1863 года | 702             | Джозеф Померой Рут                                   |
| 2  |                     |         | Томас Карни (1824—1888)              | Республиканец | 12 января 1863 года | 9 января 1865 года  | 728             | Томас Эндрю Осборн                                   |
| 3  |                     |         | Сэмюэль Джонсон Кроуфорд (1835—1913) | Республиканец | 9 января 1865 года  | 4 ноября 1868 года  | 1395            | Джеймс Макгрю Ниэмайя Грин                           |
| 4  |                     |         | Ниэмайя Грин (1837—1890)             | Республиканец | 4 ноября 1868 года  | 11 января 1869 года | 68              | —                                                    |
| 5  |                     |         | Джеймс Мэдисон Харви (1833—1894)     | Республиканец | 11 января 1869 года | 13 января 1873 года | 1463            | Чарльз Вернон Эскридж Питер Персивал Элдер           |
| 6  |                     |         | Томас Эндрю Осборн (1836—1898)       | Республиканец | 13 января 1873 года | 8 января 1877 года  | 1456            | Элиас Стовер Мелвилл Солтер                          |
| 7  |                     |         | Джордж Тоби Энтони (1824—1896)       | Республиканец | 8 января 1877 года  | 13 января 1879 года | 735             | Мелвилл Солтер Лайман Хамфри                         |
| 8  |                     |         | Джон Пирс Сент-Джон (1833—1916)      | Республиканец | 13 января 1879 года | 8 января 1883 года  | 1456            | Лайман Хамфри Дэвид Уэсли Финни                      |
| 9  |                     |         | Джордж Вашингтон Глик (1827—1911)    | Демократ      | 8 января 1883 года  | 12 января 1885 года | 735             | Дэвид Уэсли Финни                                    |
| 10 |                     |         | Джон Александр Мартин (1839—1889)    | Республиканец | 12 января 1885 года | 14 января 1889 года | 1463            | Александр Панкоаст Риддл                             |
| 11 |                     |         | Лайман Хамфри (1844—1915)            | Республиканец | 14 января 1889 года | 8 января 1893 года  | 1455            | Эндрю Джексон Фелт                                   |
| 12 |                     |         | Лоренцо Леуэллинг (1846—1900)        | Популист      | 8 января 1893 года  | 14 января 1895 года | 736             | Перси Дэниелс                                        |
| 13 |                     |         | Эдмунд Нидем Моррилл (1834—1909)     | Республиканец | 14 января 1895 года | 11 января 1897 года | 728             | Джеймс Армстронг Траутмен                            |
| 14 |                     |         | Джон Лиди (1849—1935)                | Популист      | 11 января 1897 года | 9 января 1899 года  | 728             | Александр Миллер Харви                               |
| 15 |                     |         | Уильям Юджин Стэнли (1844—1910)      | Республиканец | 9 января 1899 года  | 12 января 1903 года | 1463            | Гарри Рихтер                                         |
| 16 |                     |         | Уиллис Бейли (1854—1932)             | Республиканец | 12 января 1903 года | 9 января 1905 года  | 728             | Дэвид Джон Ханна                                     |
| 17 |                     |         | Эдвард Уоллис Хох (1849—1925)        | Республиканец | 9 января 1905 года  | 11 января 1909 года | 1463            | Дэвид Джон Ханна Уильям Джеймс Фитцджеральд          |
| 18 |                     |         | (1858—1929)                          | Республиканец | 11 января 1909 года | 13 января 1913 года | 1463            | Уильям Джеймс Фитцджеральд Ричард Джозеф Хопкинс     |
| 19 |                     |         | Джордж Хартшорн Ходжес (1866—1947)   | Демократ      | 13 января 1913 года | 11 января 1915 года | 728             | Шеффилд Ингаллс                                      |
| 20 |                     |         | Артур Каппер (1865—1951)             | Республиканец | 11 января 1915 года | 13 января 1919 года | 1463            | Уильям Йоаст Морган                                  |
| 21 |                     |         | Генри Джастин Аллен (1868—1950)      | Республиканец | 13 января 1919 года | 8 января 1923 года  | 1456            | Чарльз Соломон Хаффмен                               |
| 22 |                     |         | Джонатан Макмиллан Дэвис (1871—1943) | Демократ      | 8 января 1923 года  | 12 января 1925 года | 735             | Бенджамин Полен                                      |
| 23 |                     |         | Бенджамин Полен (1869—1961)          | Республиканец | 12 января 1925 года | 14 января 1929 года | 1463            | Де Лансон Элсон Ньютон Чейс                          |
| 24 |                     |         | Клайд Рид (1871—1949)                | Республиканец | 14 января 1929 года | 12 января 1931 года | 728             | Джейкоб Грейбилл                                     |
| 25 |                     |         | Гарри Хайнс Вудринг (1890—1967)      | Демократ      | 12 января 1931 года | 9 января 1933 года  | 728             | Джейкоб Грейбилл                                     |
| 26 |                     |         | Альфред Моссман Лэндон (1887—1987)   | Республиканец | 9 января 1933 года  | 11 января 1937 года | 1463            | Чарльз Томпсон                                       |
| 27 |                     |         | Уолтер Хаксмен (1887—1972)           | Республиканец | 11 января 1937 года | 9 января 1939 года  | 728             | Уильям Линдси                                        |
| 28 |                     |         | Пэйн Ратнер (1896—1974)              | Республиканец | 9 января 1939 года  | 11 января 1943 года | 1463            | Карл Фрэнд                                           |
| 29 |                     |         | Эндрю Фрэнк Шоппел (1894—1962)       | Республиканец | 11 января 1943 года | 13 января 1947 года | 1463            | Джесс Дениус                                         |
| 30 |                     |         | Фрэнк Карлсон (1893—1987)            | Республиканец | 13 января 1947 года | 28 ноября 1950 года | 1415            | Фрэнк Хагамен                                        |
| 31 |                     |         | Фрэнк Хагамен (1894—1966)            | Республиканец | 28 ноября 1950 года | 8 января 1951 года  | 41              | —                                                    |
| 32 |                     |         | Эдвард Арн (1906—1998)               | Республиканец | 8 января 1951 года  | 10 января 1955 года | 1463            | Фред Холл                                            |
| 33 |                     |         | Фред Холл (1916—1970)                | Республиканец | 10 января 1955 года | 3 января 1957 года  | 724             | Джон Маккуиш                                         |
| 34 |                     |         | Джон Маккуиш (1906—1962)             | Республиканец | 3 января 1957 года  | 14 января 1957 года | 11              | —                                                    |
| 35 |                     |         | Джордж Докинг (1904—1964)            | Демократ      | 14 января 1957 года | 9 января 1961 года  | 1456            | Джозеф Хенкл                                         |
| 36 |                     |         | Джон Андерсон-мл. (1917—2014)        | Республиканец | 9 января 1961 года  | 11 января 1965 года | 1463            | Гарольд Чейс                                         |
| 37 |                     |         | Уильям Генри Эйвери (1911—2009)      | Республиканец | 11 января 1965 года | 9 января 1967 года  | 728             | Джон Кратчер                                         |
| 38 |                     |         | Роберт Докинг (1925—1983)            | Демократ      | 9 января 1967 года  | 13 января 1975 года | 2926            | Джон Кратчер Джеймс Декурси Рейнолдс Шульц Дейв Оуэн |
| 39 |                     |         | Роберт Фредерик Беннетт (1927—2000)  | Республиканец | 13 января 1975 года | 8 января 1979 года  | 1456            | Шелби Смит                                           |
| 40 |                     |         | Джон Уильям Карлин (род. 1940)       | Демократ      | 8 января 1979 года  | 12 января 1987 года | 2926            | Пол Дуган Томас Докинг                               |
| 41 |                     |         | Майк Хейден (род. 1944)              | Республиканец | 12 января 1987 года | 14 января 1991 года | 1463            | Джек Д. Уокер                                        |
| 42 |                     |         | Джоан Финни (1925—2001)              | Демократ      | 14 января 1991 года | 9 января 1995 года  | 1456            | Джим Франсиско                                       |
| 43 |                     |         | Билл Грейвс (род. 1953)              | Республиканец | 9 января 1995 года  | 13 января 2003 года | 2926            | Шейла Фрам Гэри Шеррер                               |
| 44 |                     |         | Кэтлин Сибелиус (род. 1948)          | Демократ      | 13 января 2003 года | 28 апреля 2009 года | 2285            | Джон Е. Мур Марк Паркинсон                           |
| 45 |                     |         | Марк Паркинсон (род. 1957)           | Демократ      | 28 апреля 2009 года | 10 января 2011 года | 622             | Трой Файндли                                         |
| 46 |                     |         | Сэм Браунбэк (род. 1956)             | Республиканец | 10 января 2011 года | 31 января 2018 года | 5229            | Джефф Кольер                                         |
| 47 |                     |         | Джефф Кольер (род. 1960)             | Республиканец | 31 января 2018 года | 14 января 2019 года | 2651            |                                                      |
| 48 |                     |         | Лора Келли (род. 1950)               | Демократ      | 14 января 2019 года | в должности         | 2303            |                                                      |